# Mark (Territorium)
Eine Mark war im mittelalterlichen Europa ein Grenzgebiet eines Reiches; daher findet man auch gelegentlich die pleonastische Bezeichnung Grenzmark. Daneben findet sich die latinisierte Form Marchia.

## Etymologie
Der Begriff der Mark im Sinne von Grenze (einem Lehnwort aus dem Altpolnischen granica) oder Grenzregion findet sich in vielen indogermanischen Sprachen.
Das Wort Mark geht ebenso wie das persische marz/marč und armenische mars sowie das lateinische margo und das altirische mruig etymologisch auf die indogermanischen Wurzeln *mereg-, *mrog- „Rand, Grenze“ zurück. Das gemeingermanische *markō entwickelte sich zu mitteldeutsch marka, oberdeutsch marcha, altsächsisch marka, angelsächsisch mearc sowie altnordisch merki und mörk. Aus dem lateinischen margo abgeleitet ist in den romanischen Sprachen das italienische margine, das spanische margen, das portugiesische margem und das französische marge. Das italienische und portugiesische marca sowie das französische und italienische marche sind dagegen über das lateinische marchia – ebenso wie das polnische marchia und das russische марка – aus dem Germanischen entlehnt.
Das Wort bedeutet eigentlich „Grenze“. Heute wird es fast nur noch in Zusammensetzungen, Ableitungen und Namen gebraucht, vgl. Markstein „wichtiger, hervorragender Punkt“, Marchstein „(schweizerisch für) Grenzstein“, Gemarkung „Gesamtgebiet einer Gemeinde, Gemeindeflur“, übermarchen „(schweizerisch für) eine Grenze überschreiten, übertreiben“ sowie in Gebietsnamen, beispielsweise Mark Brandenburg (ursprünglich im Sinne von „Grenzgebiet Brandenburg“, nämlich an der Grenze zu den Slawen) und Steiermark.

## Fränkisches Reich und Heiliges Römisches Reich
Marken als sicherheitspolitisch besonders wichtige Verwaltungsbezirke in gefährdeten Grenzregionen gewannen insbesondere im Fränkischen Reich wesentliche Bedeutung, als Kaiser Karl der Große um die Wende vom 8. zum 9. Jahrhundert das System der Marken einführte um die Grenzen des, in zum Teil langen Kriegen, erweiterten Reiches zu sichern. Das karolingische Markensystem wurde von den nachfolgenden Königen und Kaisern des Heiligen Römischen Reichs beibehalten und fortentwickelt.
Die Markgrafen hielten die Marken als ihnen vom König bzw. Kaiser direkt verliehene Lehen und hatten, im Vergleich zu anderen Grafen, besondere Befugnisse: sie konnten Befestigungen anordnen, erhielten eine größere Zahl an fränkischen Vasallen zur Unterstützung zugewiesen und konnten den Heerbann in ihrem Territorium selbst aufbieten. Mit der Konsolidierung des Reichs ab dem 12. Jahrhundert wurden die meisten der verbliebenen Markgrafschaften zu Reichsfürstentümern, und die Markgrafen, wie die ihnen gleichgestellten Landgrafen, gehörten damit zu den höchsten weltlichen Würdenträgern des Reiches.

### Historische Marken des Fränkischen Reiches bzw. des Heiligen Römischen Reiches
Karl der Große errichtete folgende Marken:
- Spanische Mark um Barcelona im heutigen Katalonien, zur Verteidigung gegen die Araber im restlichen Spanien
- Dänische Mark zwischen Eider und Schlei zur Verteidigung gegen die Dänen. Davon leitete sich später der Name Dänemark ab.
- Thüringische Mark im Bereich der Saale zur Verteidigung gegen die Sorben. Hier wurde der Limes Sorabicus gebaut.
- Fränkische Mark (auch Böhmische Mark) im Nordgau zur Verteidigung gegen die Tschechen
- Awarenmark zwischen Enns und Wienerwald zum Schutz vor den Awaren, später Marcha Orientalis im heutigen Niederösterreich (Vorläufer Österreichs)
- Mark Karantanien (später Herzogtum Kärnten)
- Mark Friaul

Spätere Könige und Kaiser, insbesondere Otto der Große, behielten dieses System bei und richteten neue Marken ein:
- Mark der Billunger entlang der Ostseeküste von Stettin bis Schleswig
- Sächsische Ostmark, aus der später die Nordmark, die Mark Merseburg, die Mark Zeitz, die Mark Meißen, die Mark Landsberg, die Mark Lausitz und das Osterland hervorgingen
- Nordmark, aus der später die Mark Brandenburg hervorging, mit den Teilgebieten Altmark, Mittelmark (darin die Uckermark) und Neumark; (Kurmark bezeichnet die Mark Brandenburg in den Grenzen von 1535).
- Mark Meißen, aus der Sächsischen Ostmark entstanden, wurde später die Keimzelle des Königreiches Sachsen und des Freistaates Sachsen
- Mark Zeitz, ebenfalls aus der Sächsischen Mark entstanden, genauso wie die
- Mark Merseburg und die
- Milzener Mark um Bautzen (damals Budissin)

- Marcha orientalis im Gebiet des heutigen Niederösterreich
  - Böhmische Mark, 1039 gegr., zwischen Thaya und Leiser Bergen (Niederösterreich), kurzlebig
  - Ungarische Mark, Neumark, 1043 gegr., zwischen Leiser Bergen, March und Leitha (Niederösterreich), kurzlebig
- Karantanermark, in der heutigen Steiermark (dieses Neubildung des 19. Jahrhunderts zu Herzogtum Steyer)
  - Mark Pitten (Gebiet bei Wiener Neustadt, damals Steiermark)
- Mark an der Drau (um Marburg und Pettau)
- Mark an der Sann (um Cilli)
- Mark Krain südlich des Herzogtums Kärnten, heute zu Slowenien gehörig
  - Windische Mark, südlich der Save, nach 1036 zu Krain
    - Weiße Mark

### Spätere Markgrafschaften
Nicht jede Markgrafschaft entstand aus einer Mark. Die Markgrafschaft Baden (und die 1535 aus ihr hervorgegangenen Markgrafschaften Baden-Baden und Baden-Durlach) gehen auf Hermann I. zurück, der von seinem Vater Berthold I. von Zähringen die Markgrafschaft Verona erbte und den Markgrafentitel in der Folge auch auf seine Grafschaftsrechte am Oberrhein anwandte. Ebenso erwarben die Markgrafen von Ansbach und die von Bayreuth ihre Titel nicht als Regenten einer eigentlichen Mark, sondern erbten sie als Mitglieder des Geschlechts der hohenzollernschen Markgrafen von Brandenburg.
Die ehemalige Grafschaft Mark schließlich war benannt nach der Burg Mark in Hamm, dem Stammsitz ihrer Begründer.

Die Marken des Kalifat von Córdoba

## Iberische Halbinsel
Neben der karolingischen Marca Hispanica gab es auf der Iberischen Halbinsel weitere Marken, die vom Kalifat von Córdoba als Puffer gegen die christlichen Staaten im Norden errichtet wurden. Die Marca Superior (al-Tagr al-Ala) mit dem Zentrum in Saragossa sicherte die Grenzen zur Marca Hispanica und den westlichen Pyrenäen. Die Marca Media (al-Tagr al-Awsat), deren Zentrum in Toledo und später in Medinaceli lag, sicherte die Grenzen zu den westlichen Pyrenäen und zum Königreich Asturien. Die Marca Inferior (al-Tagr al-Adna), deren Zentrum sich in Mérida und später in Badajoz befand, sicherte die Grenzen zum Königreich León und Portugal.
Der Zerfall des Kalifats und des karolingischen Reiches führte zur Umwandlung der jeweiligen Grenzmarken in unabhängige Königreiche oder Grafschaften.

## Heutiges Italien

Italien um 1000, mit den Markgrafschaften Verona und Toskana

Karl der Große gründete bereits 774, nach seinem Langobardenfeldzug, die Mark Verona. Diese ging bei der Aufsplitterung der Reichsgebiete unter den späten Karolingern dem Ostfrankenreich wieder verloren, aber nach der Niederlage des italienischen Königs Berengar II. im Jahre 951 gegen Otto I. wurde die Markgrafschaft Verona („Mark Verona“, „Marca Veronensis et Aquileiensis“, „Veroneser Mark“) vom italienischen Königreich abgetrennt, dem Herzogtum Bayern angegliedert und Herzog Heinrich I. zu Lehen gegeben.
Tuszien (Toskana) wurde ebenfalls unter Karl dem Großen um 812 eine fränkische Mark. Sie bestand bis zum Tod der Markgräfin Mathilde von Tuszien im Jahre 1115, wurde danach noch mehrfach als päpstliches oder Reichslehen vergeben, und verschwand gegen Ende des 12. Jahrhunderts mit dem Erstarken der unabhängigen toskanischen Städterepubliken Florenz, Pisa, Siena, Arezzo, Pistoia und Lucca.
Die Region Marken in Mittelitalien bezieht ihren Namen von den zu karolingischer Zeit dort eingerichteten Marken „Marca Fermana“, „Marca Camerinese“ und „Marca Anconitana“, die im 12. Jahrhundert zur „Mark Ancona“ zusammengefasst wurden.

## England
Die Welsh Marches (Walisischen Marken) bezeichnen das Grenzland zwischen England und Wales, die Scottish Marches (Schottischen Marken) das Grenzland zwischen England und Schottland. Diese Gebiete wurden von den Marcher Lords verwaltet, die erhebliche Privilegien besaßen; sie durften Burgen bauen, nach eigenem Recht regieren, Kriege führen und Märkte zulassen.

## Norwegen
In Norwegen gibt es drei Provinzen, in deren Namen sich die Mark wiederfindet: Finnmark, Telemark und Hedmark. Finnmark („Land der Finnen“), der flächenmäßig größte Verwaltungsbezirk Norwegens, liegt im äußersten Nordosten des Landes und grenzt im Osten an Russland. Telemark im Süden ist das ehemalige Grenzland der þelir, eines altnorwegischen Stammes. Hedmark im Südosten des Landes grenzt an Schweden.

## Armenien
Die Verwaltungseinheit unterhalb der Zentralregierung in Armenien ist die Mars.